# Vertrag von Zarskoje Selo
Der am 27. August 1773 im heutigen Puschkin geschlossene Vertrag von Zarskoje Selo regelte Erbfolgen in Schleswig-Holstein und verhinderte eine weitere Aufsplitterung des Territoriums. Der Vertrag begründete den Dänischen Gesamtstaat.

## Vorgeschichte

### Schleswig-Holstein
Seit Christian III., der in Personalunion dänischer König sowie Herzog von Schleswig und Holstein war, 1544 die Herzogtümer mit seinen Halbbrüdern Johann und Adolf geteilt hatte, bestand Schleswig-Holstein aus mehreren territorial verstreuten Teilherzogtümern. Die eine Generation später aus einer weiteren Teilung des königlichen Anteils entstandenen sogenannten Abgeteilten Herren, denen die Anerkennung als Landesherren durch die Stände versagt blieb, blieben unbedeutend. Aus den Nachkommen Adolfs im Haus Schleswig-Holstein-Gottorf, die nicht nur den herzoglichen Anteil Schleswig-Holsteins regierten, sondern auch die Fürstbischöfe von Lübeck stellten, erwuchs dem dänischen König jedoch Konkurrenz. 
Die Gottorfer Frage gefährdete seit der Mitte des 17. Jahrhunderts die Stabilität des Reiches. Als der für den minderjährigen Herzog Karl Friedrich mit den Regierungsgeschäften betraute Minister Georg Heinrich von Görtz im Großen Nordischen Krieg Schweden unterstützte, annektierte der dänische König die herzoglichen Anteile in Schleswig. Karl Friedrich, nun nur noch von Holstein-Gottorf, suchte Unterstützung bei Russland und heiratete 1725 Anna, die Tochter des Zaren Peter I. Deren Sohn Karl Peter Ulrich, nach dem frühen Tod seiner Eltern ab 1739 Herzog von Holstein-Gottorf, wurde am 18. November 1742 von der selbst kinderlosen Zarin Elisabeth zu ihrem Nachfolger ernannt. Nach ihrem Tod 1762 bestieg damit ein holsteinischer Herzog als Peter III. den Zarenthron.

### Oldenburg und Delmenhorst
Die links der Weser gelegenen Grafschaften Oldenburg und Delmenhorst gehörten dem Haus Oldenburg, aus dem die dänischen Könige stammten. Seit 1667 deren regierender Graf Anton Günther kinderlos gestorben war, waren sie mit Dänemark in einer Personalunion verbunden.

## Verhandlungen

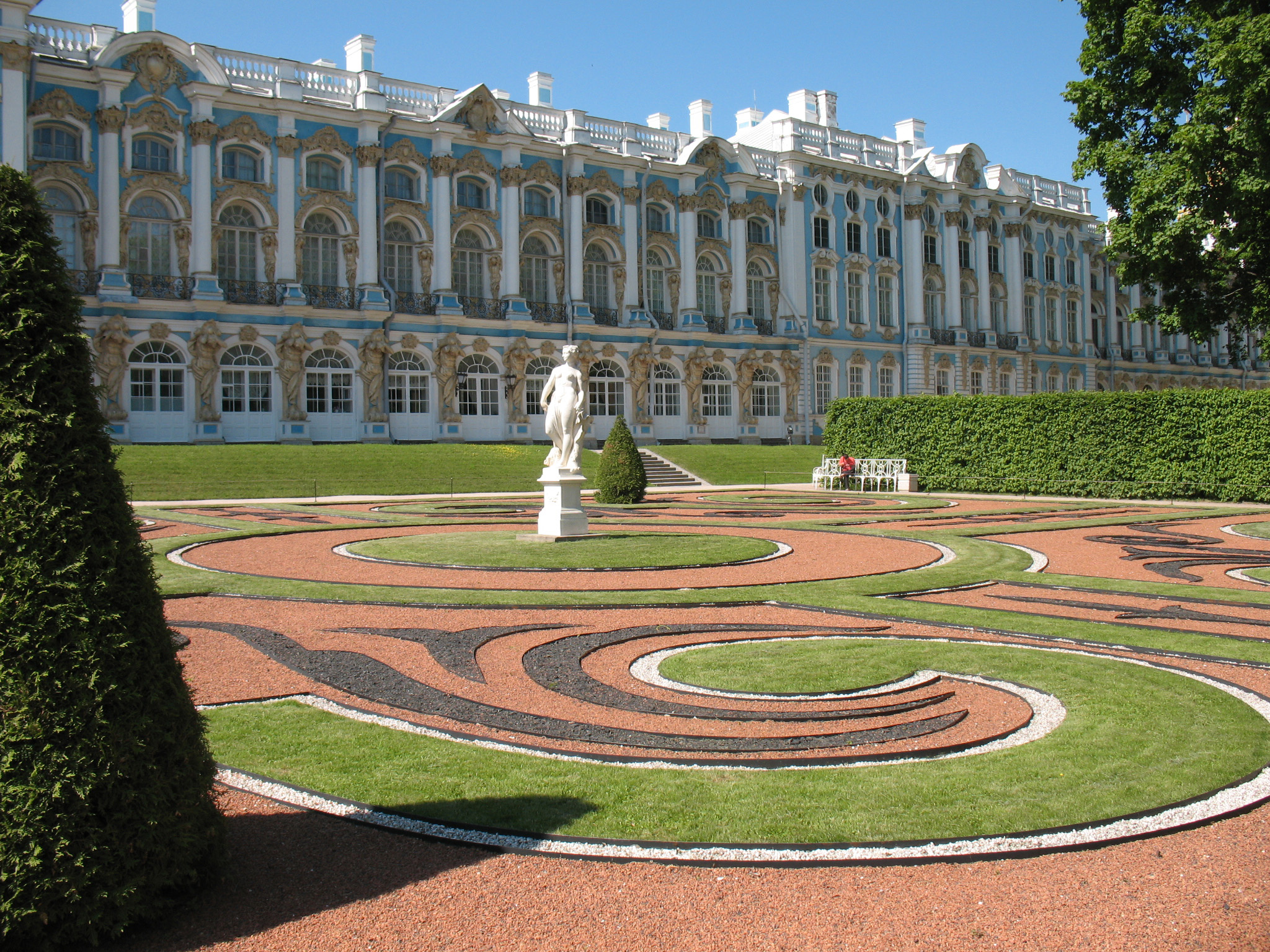
Der Katharinenpalast von Zarskoje Selo

Während der sogenannten Großfürstlichen Zeit wurde Holstein-Gottorf von Russland aus regiert. Peter III. ernannte Caspar von Saldern zum Bevollmächtigten, um mit Johann Hartwig Ernst von Bernstorff, dem dänischen Minister für Schleswig-Holstein und vormaligen Außenminister, über die Rückgewinnung der herzoglichen Anteile in Schleswig zu verhandeln. Es drohte bereits ein Krieg mit Dänemark. Doch ehe es so weit kam, wurde Peter III. am 9. Juli 1762 von seiner Frau Katharina gestürzt (und später wahrscheinlich ermordet).
Zarin Katharina II. suchte den Ausgleich mit Dänemark. Sie übertrug ihrem minderjährigen Sohn Paul das Herzogtum Holstein. 1767 handelte Caspar von Saldern in ihrem Namen einen provisorischen Vertrag mit dem von König Christian VII. von Dänemark bestimmten Verhandlungsführer Andreas Peter von Bernstorff, einem Neffen des Ministers, aus. Mit diesem Vertrag verzichtete der russische Thronfolger für das Haus Romanow-Holstein-Gottorp auf seine Gebietsansprüche als Herzog von Schleswig-Holstein-Gottorf, trat den großfürstlichen Anteil am Herzogtum Holstein an Dänemark ab und erhielt dafür die Grafschaften Oldenburg und Delmenhorst. Dabei konnte er an die Verhandlungen anknüpfen, die Rochus Friedrich zu Lynar von 1749 bis 1751 im Namen des damaligen dänischen Königs Friedrich V. mit dem späteren Zaren Peter III. begonnen hatte.

## Ergebnis
Der Vertrag von Zarskoje Selo trat mit der Mündigkeit des Großfürsten 1773 in Kraft. Damit war der dänische Gesamtstaat konstituiert. Die Herzogtümer Schleswig und Holstein unterstanden nun nur noch einem einzigen Landesherren, dem dänischen König. Auch die Gebiete der abgeteilten Herren waren durch Aussterben der jeweiligen Nebenlinien eingegliedert worden.
Der Verwaltungsmittelpunkt für das Herzogtum Schleswig lag seit Vertragsabschluss in Gottorf. Für das Herzogtum Holstein erhielt die Glückstädter Kanzlei die Bezeichnung Holsteinische Landesregierung. Der dänische König wurde durch einen auf Schloss Gottorf residierenden Statthalter vertreten.
Vier Tage nach Abschluss des Vertrages übertrug Großfürst Paul I. auf Drängen seiner Mutter Katharina seinem Großonkel Friedrich August aus der jüngeren Linie des Hauses Holstein-Gottorf, dem Fürstbischof von Lübeck, die zum Heiligen Römischen Reich gehörenden Grafschaften Oldenburg und Delmenhorst, die 1774 von Kaiser Joseph II. zum Herzogtum Oldenburg erhoben wurden. Alle folgenden Herzöge und Großherzöge von Oldenburg entstammten dieser Linie.